# Gakona (Alaska)
Pour les articles homonymes, voir Gakona.
Gakona est un village situé au centre sud de l'Alaska, au nord-est d'Anchorage, dans la Région de recensement de Valdez-Cordova. La bourgade compte entre 200 et 600 habitants selon la saison.

## Géographie
Gakona se situe sur la Glenn Highway à 20 milles (32 km) au nord de Glennallen, à 210 milles (338 km) à l'est d'Anchorage, à 250 milles (402 km) au sud de Fairbanks, à 140 milles (225 km) au nord de Valdez, et à 120 milles (193 km) à l'ouest de Tok. 
Le village de Gakona est à 2,7 milles (4,3 km) de la jonction de la Glenn Highway et de la Richardson Highway. Il dispose d'un climat continental avec des hivers longs et rigoureux et des étés relativement chauds.

## Histoire
Les indiens ahtnas ont vécu dans le bassin de la rivière du Cuivre entre 5 000 à 7 000 ans en vivant de la pêche et de la forêt.
C'est en 1904 que ce campement de trappeurs devint une bourgade lors de la construction d'un motel qui est actuellement inscrit au registre national des monuments historiques.
Depuis 1993, le projet HAARP y est implanté. HAARP (High Frequency Active Auroral Research Program) est un programme de l'United States Air Force et de l'United States Navy visant à étudier les effets de l'émission d'ondes à des fréquences spécifiques dans l'ionosphère.

## Économie
La région vie de l'industrie du bois, du tourisme, de la pêche, de la chasse et des randonnées, ainsi que du rafting. C'est le pays du caribou, de l'ours brun et du saumon.
Gakona dispose d'un bureau de poste, de restaurants, d'une imprimerie, d'une scierie, d'une école, de plusieurs boutiques de cadeaux, d'une station service, et de tout ce qu'il faut pour que les voyageurs dorment et mangent. Il n'y a pas d'hôpital dans la localité et les urgences médicales se traitent par téléphone.

## Démographie
| 1940 | 1950 | 1960 | 1970 | 1980 | 1990 | 2000 | 2010 |
| ---- | ---- | ---- | ---- | ---- | ---- | ---- | ---- |
| 46   | 50   | 33   | 88   | 87   | 25   | 215  | 218  |